# Jacques Pollet
Jacques Pollet (2 de julho de 1922 – 16 de agosto de 1997) foi um automobilista francês que participou de cinco Grandes Prêmios de Fórmula 1 em 1954 a 1955.